# Dreifaltigkeitskloster Bad Driburg

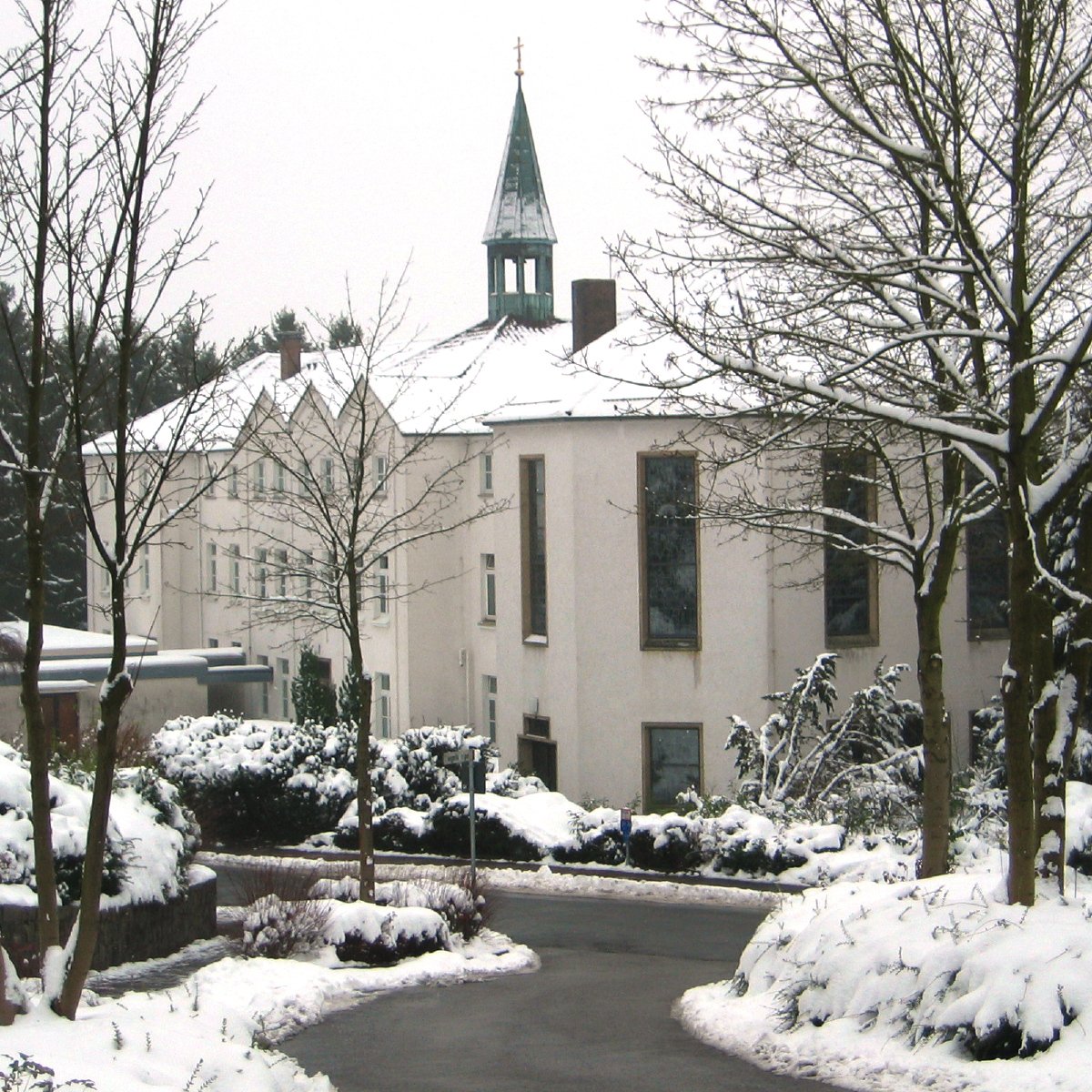
Das Dreifaltigkeitskloster in Bad Driburg im Jahr 2008

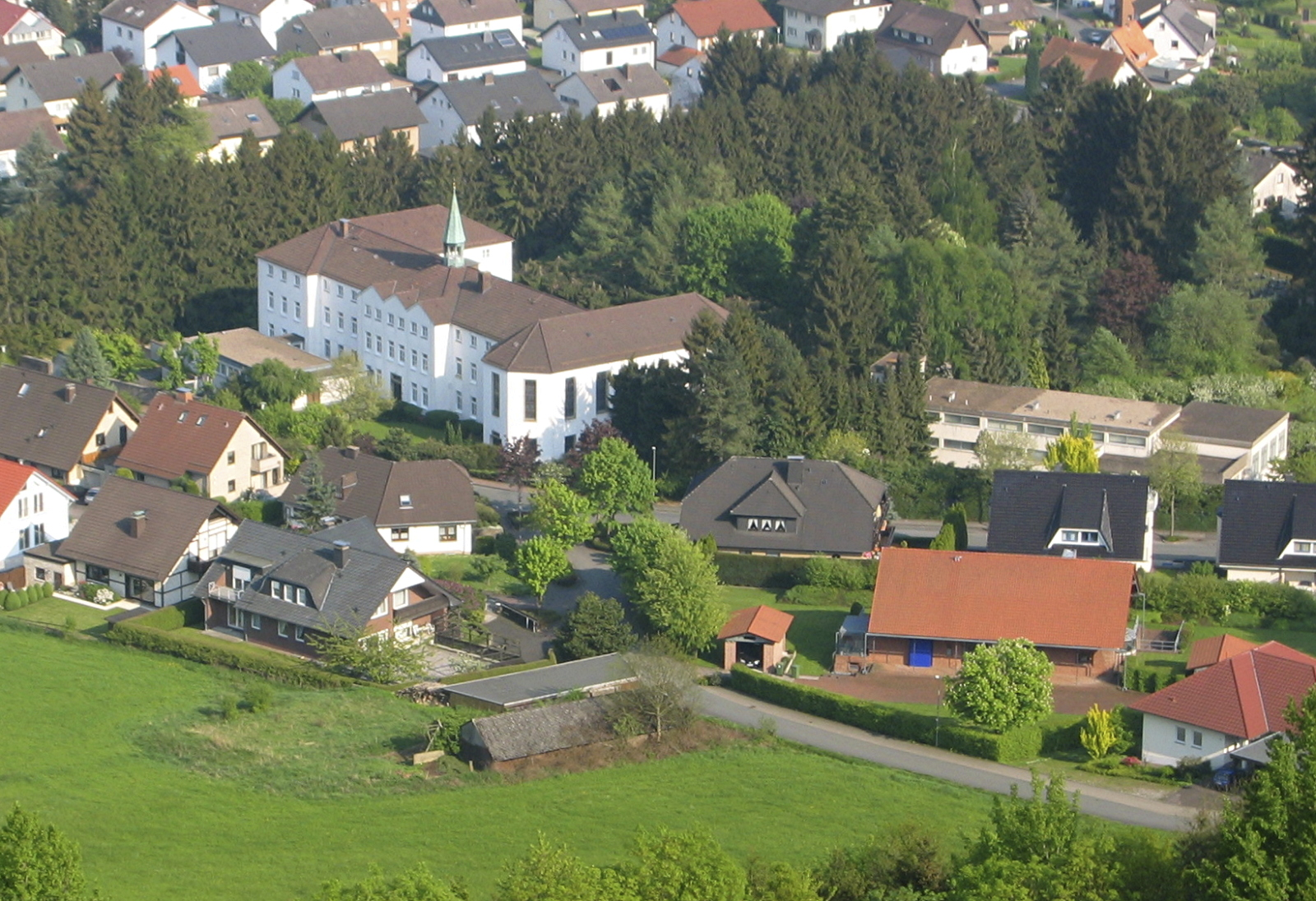
Blick vom Kaiser-Karls-Turm aufs Dreifaltigkeitskloster

Das Dreifaltigkeitskloster Bad Driburg ist ein Kloster der Steyler Anbetungsschwestern in der südlichen Innenstadt von Bad Driburg, Nordrhein-Westfalen.

## Geschichte
Das Kloster wurde 1924 von Schwestern des Mutterhauses der Kongregation der Dienerinnen des Heiligen Geistes von der Ewigen Anbetung gegründet. Errichtet wurde der Klosterbau mit der Anbetungskirche nach Plänen des Paderborner Architekten Alois Dietrich.
Die Gemeinschaft ist der dritte Zweig des Steyler Missionswerks, das 1896 vom heiligen Arnold Janssen in Steyl in den Niederlanden gegründet wurde. Wegen ihrer rosafarbenen Ordenstracht sind die Schwestern im Volksmund als „rosa Schwestern“ bekannt.
Nach Überlegungen zur Schließung ab 2016 und Aufnahme weiterer Schwestern aus Berlin (2021/22) ist das Kloster weiterhin aktiv.

## Aufgaben
Die „rosa Schwestern“ leben kontemplativ, also in der Stille und Abgeschiedenheit des Klosters. Sie haben die besondere Aufgabe der ständigen Anbetung und des feierlichen Chorgebetes. Außer den Zeiten des gemeinsamen Stundengebetes halten die Schwestern bei Tag und bei Nacht im Wechsel stille Anbetung in der Kirche.
Ferner betreiben die Schwestern ein seelsorgliches Briefapostolat. Dies ist insbesondere eine Hilfestellung für Mitmenschen in schweren Stunden, Trauer und Not durch tröstende und aufbauende Worte.

## Ordensschwestern
Im Jahre 2018 lebten 24 Schwestern im Alter von 41 bis 88 Jahren aus Deutschland, Österreich, Polen, Brasilien, den Philippinen und den USA im Dreifaltigkeitskloster Bad Driburg.